# La Pesquera
La Pesquera és un municipi de la província de Conca, a la comunitat autònoma de Castella-La Manxa.

## Demografia
| 1991 |  | 1996 |  | 2001 |  | 2004 |
| ---- |  | ---- |  | ---- |  | ---- |
| 299  |  | 280  |  | 280  |  | 268  |

## Administració
| Període      | Nom de l'alcalde/-essa            | Partit polític                            | Data de possessió |
| ------------ | --------------------------------- | ----------------------------------------- | ----------------- |
| 1979 - 1983  | Paulino Martínez Navarro          | PSOE                                      | 19/04/1979        |
| 1983 - 1987  | Paulino Martínez Navarro          | PSOE                                      | 28/05/1983        |
| 1987 - 1991  | Fortunato Sancho Coronado         | FEDERACION DE PARTIDOS DE ALIANZA POPULAR | 30/06/1987        |
| 1991 - 1995  | Fortunato Sancho Coronado         | Partido Popular                           | 15/06/1991        |
| 1995 - 1999  | Fortunato Sancho Coronado         | Partido Popular                           | 17/06/1995        |
| 1999 - 2003  | Juan José Izquierdo Lorente       | Partido Popular                           | 03/07/1999        |
| 2003 - 2007  | Juan José Izquierdo Lorente       | Partido Popular                           | 14/06/2003        |
| 2007 - 2011  | Lot Coronado Mayordomo            | Partido Popular                           | 16/06/2007        |
| 2011 - 2015  | María del Carmen García Dominguez | PSOE                                      | 11/06/2011        |
| 2015 - 2019  | n/d                               | n/d                                       | 13/06/2015        |
| 2019 - 2023  | n/d                               | n/d                                       | 15/06/2019        |
| Des del 2023 | n/d                               | n/d                                       | 17/06/2023        |

## Personatges il·lustres
- Basiliso Serrano el Manco de La Pesquera, guerriller antifranquista.